# Spominski znak Maribor - Dobova
Spominski znak Maribor - Dobova je spominski znak Slovenske vojske, ki je namenjen osebam, ki so sodelovali pri zaplembi, zavarovanju in prevozu oklepnikov iz tovarne TAM iz Maribora v Dobovo.
Znak je ustanovil minister za obrambo Republike Slovenije Tit Turnšek 24. februarja 1998.

## Opis
Spominski znak ima obliko ščita in je vijoličaste barve. Znak ima na zgornjem delu z zlatimi črkami napisano [[ 960-01-9/98 ministra za obrambo RS)

## Nosilci
- seznam nosilcev spominskega znaka Maribor - Dobova